# Myanmarees voetbalelftal (mannen)
Het Myanmarees voetbalelftal is een team van voetballers dat Myanmar vertegenwoordigt bij internationale wedstrijden en competities, zoals de kwalificatiewedstrijden voor het wereld-, het Aziatisch en het Zuidoost-Aziatisch kampioenschap voetbal.
De nationale ploeg werd tweede bij de strijd om het Aziatisch kampioenschap 1968, maar heeft sindsdien niet veel succes weten te behalen. Myanmar speelde pas in 2007 zijn eerste WK-kwalificatiewedstrijd.

## Deelnames aan internationale toernooien

### Wereldkampioenschap
| Overzicht wereldkampioenschap voetbal | Overzicht wereldkampioenschap voetbal | Overzicht wereldkampioenschap voetbal | Overzicht wereldkampioenschap voetbal | Overzicht wereldkampioenschap voetbal | Overzicht wereldkampioenschap voetbal | Overzicht wereldkampioenschap voetbal | Overzicht wereldkampioenschap voetbal | Overzicht wereldkampioenschap voetbal |
| Jaar                                  | Ronde                                 | Wed.                                  | W                                     | G                                     | V                                     | DV                                    | DT                                    |                                       |
| ------------------------------------- | ------------------------------------- | ------------------------------------- | ------------------------------------- | ------------------------------------- | ------------------------------------- | ------------------------------------- | ------------------------------------- | ------------------------------------- |
| 1950                                  | Teruggetrokken                        | Teruggetrokken                        | Teruggetrokken                        | Teruggetrokken                        | Teruggetrokken                        | Teruggetrokken                        | Teruggetrokken                        |                                       |
| 1954–1990                             | Geen deelname                         | Geen deelname                         | Geen deelname                         | Geen deelname                         | Geen deelname                         | Geen deelname                         | Geen deelname                         |                                       |
| 1994                                  | Teruggetrokken                        | Teruggetrokken                        | Teruggetrokken                        | Teruggetrokken                        | Teruggetrokken                        | Teruggetrokken                        | Teruggetrokken                        |                                       |
| 1998                                  | Geen deelname                         | Geen deelname                         | Geen deelname                         | Geen deelname                         | Geen deelname                         | Geen deelname                         | Geen deelname                         |                                       |
| 2002                                  | Teruggetrokken                        | Teruggetrokken                        | Teruggetrokken                        | Teruggetrokken                        | Teruggetrokken                        | Teruggetrokken                        | Teruggetrokken                        |                                       |
| 2006                                  | Gediskwalificeerd                     | Gediskwalificeerd                     | Gediskwalificeerd                     | Gediskwalificeerd                     | Gediskwalificeerd                     | Gediskwalificeerd                     | Gediskwalificeerd                     |                                       |
| 2010                                  | Niet gekwalificeerd                   | Niet gekwalificeerd                   | Niet gekwalificeerd                   | Niet gekwalificeerd                   | Niet gekwalificeerd                   | Niet gekwalificeerd                   | Niet gekwalificeerd                   |                                       |
| 2014                                  | Niet gekwalificeerd                   | Niet gekwalificeerd                   | Niet gekwalificeerd                   | Niet gekwalificeerd                   | Niet gekwalificeerd                   | Niet gekwalificeerd                   | Niet gekwalificeerd                   |                                       |
| 2018                                  | Niet gekwalificeerd                   | Niet gekwalificeerd                   | Niet gekwalificeerd                   | Niet gekwalificeerd                   | Niet gekwalificeerd                   | Niet gekwalificeerd                   | Niet gekwalificeerd                   |                                       |
| 2022                                  | Niet gekwalificeerd                   | Niet gekwalificeerd                   | Niet gekwalificeerd                   | Niet gekwalificeerd                   | Niet gekwalificeerd                   | Niet gekwalificeerd                   | Niet gekwalificeerd                   | Niet gekwalificeerd                   |
| 2026                                  | Niet gekwalificeerd                   | Niet gekwalificeerd                   | Niet gekwalificeerd                   | Niet gekwalificeerd                   | Niet gekwalificeerd                   | Niet gekwalificeerd                   | Niet gekwalificeerd                   |                                       |

### Aziatisch kampioenschap
| Overzicht Aziatisch kampioenschap | Overzicht Aziatisch kampioenschap | Overzicht Aziatisch kampioenschap | Overzicht Aziatisch kampioenschap | Overzicht Aziatisch kampioenschap | Overzicht Aziatisch kampioenschap | Overzicht Aziatisch kampioenschap | Overzicht Aziatisch kampioenschap | Overzicht Aziatisch kampioenschap |
| Jaar                              | Ronde                             | Wed.                              | W                                 | G                                 | V                                 | DV                                | DT                                | Kwal                              |
| --------------------------------- | --------------------------------- | --------------------------------- | --------------------------------- | --------------------------------- | --------------------------------- | --------------------------------- | --------------------------------- | --------------------------------- |
| 1964                              | Teruggetrokken                    | Teruggetrokken                    | Teruggetrokken                    | Teruggetrokken                    | Teruggetrokken                    | Teruggetrokken                    | Teruggetrokken                    | Teruggetrokken                    |
| 1968                              | Tweede                            | 7                                 | 4                                 | 1                                 | 2                                 | 9                                 | 6                                 | (Kwal.)                           |
| 1972−1992                         | Geen deelname                     | Geen deelname                     | Geen deelname                     | Geen deelname                     | Geen deelname                     | Geen deelname                     | Geen deelname                     | Geen deelname                     |
| 1996                              | Niet gekwalificeerd               | Niet gekwalificeerd               | Niet gekwalificeerd               | Niet gekwalificeerd               | Niet gekwalificeerd               | Niet gekwalificeerd               | Niet gekwalificeerd               | Niet gekwalificeerd               |
| 2000                              | Niet gekwalificeerd               | Niet gekwalificeerd               | Niet gekwalificeerd               | Niet gekwalificeerd               | Niet gekwalificeerd               | Niet gekwalificeerd               | Niet gekwalificeerd               | Niet gekwalificeerd               |
| 2004                              | Niet gekwalificeerd               | Niet gekwalificeerd               | Niet gekwalificeerd               | Niet gekwalificeerd               | Niet gekwalificeerd               | Niet gekwalificeerd               | Niet gekwalificeerd               | Niet gekwalificeerd               |
| 2007                              | Geen deelname                     | Geen deelname                     | Geen deelname                     | Geen deelname                     | Geen deelname                     | Geen deelname                     | Geen deelname                     | Geen deelname                     |
| 2011                              | Niet gekwalificeerd               | Niet gekwalificeerd               | Niet gekwalificeerd               | Niet gekwalificeerd               | Niet gekwalificeerd               | Niet gekwalificeerd               | Niet gekwalificeerd               | Niet gekwalificeerd               |
| 2015                              | Niet gekwalificeerd               | Niet gekwalificeerd               | Niet gekwalificeerd               | Niet gekwalificeerd               | Niet gekwalificeerd               | Niet gekwalificeerd               | Niet gekwalificeerd               | Niet gekwalificeerd               |
| 2019                              | Niet gekwalificeerd               | Niet gekwalificeerd               | Niet gekwalificeerd               | Niet gekwalificeerd               | Niet gekwalificeerd               | Niet gekwalificeerd               | Niet gekwalificeerd               | Niet gekwalificeerd               |
| 2023                              | Niet gekwalificeerd               | Niet gekwalificeerd               | Niet gekwalificeerd               | Niet gekwalificeerd               | Niet gekwalificeerd               | Niet gekwalificeerd               | Niet gekwalificeerd               | Niet gekwalificeerd               |

### Zuidoost-Aziatisch kampioenschap
Myanmar deed vanaf het begin mee aan het Zuidoost-Aziatisch kampioenschap. Twee keer bereikte het land de halve finale. In 2004 verloor het de twee wedstrijden in de halve finale van Singapore en 2016 verloor het ook twee keer, nu tegen Thailand.
| Overzicht Zuitoost-Aziatisch kampioenschap | Overzicht Zuitoost-Aziatisch kampioenschap | Overzicht Zuitoost-Aziatisch kampioenschap | Overzicht Zuitoost-Aziatisch kampioenschap | Overzicht Zuitoost-Aziatisch kampioenschap | Overzicht Zuitoost-Aziatisch kampioenschap | Overzicht Zuitoost-Aziatisch kampioenschap | Overzicht Zuitoost-Aziatisch kampioenschap | Overzicht Zuitoost-Aziatisch kampioenschap |
| Jaar                                       | Ronde                                      | Wed.                                       | W                                          | G                                          | V                                          | DV                                         | DT                                         | Kwal                                       |
| ------------------------------------------ | ------------------------------------------ | ------------------------------------------ | ------------------------------------------ | ------------------------------------------ | ------------------------------------------ | ------------------------------------------ | ------------------------------------------ | ------------------------------------------ |
| 1996                                       | Groepsfase                                 | 4                                          | 2                                          | 0                                          | 2                                          | 11                                         | 12                                         |                                            |
| 1998                                       | Groepsfase                                 | 3                                          | 1                                          | 1                                          | 1                                          | 8                                          | 9                                          | (Kwal.)                                    |
| 2000                                       | Groepsfase                                 | 3                                          | 1                                          | 0                                          | 2                                          | 4                                          | 8                                          |                                            |
| 2002                                       | Groepsfase                                 | 4                                          | 2                                          | 1                                          | 1                                          | 13                                         | 5                                          |                                            |
| 2004                                       | Halve finale                               | 7                                          | 3                                          | 1                                          | 3                                          | 12                                         | 12                                         |                                            |
| 2007                                       | Groepsfase                                 | 3                                          | 0                                          | 3                                          | 0                                          | 1                                          | 1                                          |                                            |
| 2008                                       | Groepsfase                                 | 3                                          | 1                                          | 0                                          | 2                                          | 4                                          | 8                                          |                                            |
| 2010                                       | Groepsfase                                 | 3                                          | 0                                          | 1                                          | 2                                          | 2                                          | 9                                          |                                            |
| 2012                                       | Groepsfase                                 | 3                                          | 0                                          | 1                                          | 2                                          | 1                                          | 7                                          | (Kwal.)                                    |
| 2014                                       | Groepsfase                                 | 3                                          | 0                                          | 1                                          | 2                                          | 2                                          | 6                                          | (Kwal.)                                    |
| 2016                                       | Halve finale                               | 5                                          | 2                                          | 0                                          | 3                                          | 5                                          | 9                                          |                                            |
| 2018                                       | Groepsfase                                 | 4                                          | 2                                          | 1                                          | 1                                          | 7                                          | 5                                          |                                            |
| 2020                                       | Groepsfase                                 | 4                                          | 1                                          | 0                                          | 3                                          | 4                                          | 10                                         |                                            |
| 2022                                       | Groepsfase                                 | 4                                          | 0                                          | 1                                          | 3                                          | 4                                          | 9                                          |                                            |
| 2024                                       | Groepsfase                                 | 4                                          | 1                                          | 1                                          | 2                                          | 7                                          | 11                                         |                                            |

### AFC Challenge Cup
In de AFC Challenge Cup is het beste resultaat een vierde plek. In 2008 werd in de halve finale verloren van India (0–1). De wedstrijd om de derde plek ging ook verloren, nu tegen Noord-Korea. Het daaropvolgende toernooi in 2010 werd van hetzelfde Noord-Korea verloren, dit keer met 0–5.
| Overzicht AFC Challenge Cup | Overzicht AFC Challenge Cup | Overzicht AFC Challenge Cup | Overzicht AFC Challenge Cup | Overzicht AFC Challenge Cup | Overzicht AFC Challenge Cup | Overzicht AFC Challenge Cup | Overzicht AFC Challenge Cup | Overzicht AFC Challenge Cup |
| Jaar                        | Ronde                       | Wed.                        | W                           | G                           | V                           | DV                          | DT                          | Kwal                        |
| --------------------------- | --------------------------- | --------------------------- | --------------------------- | --------------------------- | --------------------------- | --------------------------- | --------------------------- | --------------------------- |
| 2008                        | Vierde                      | 5                           | 2                           | 0                           | 3                           | 6                           | 6                           |                             |
| 2010                        | Vierde                      | 5                           | 2                           | 0                           | 3                           | 6                           | 10                          | (Kwal.)                     |
| 2012                        | Niet gekwalificeerd         | Niet gekwalificeerd         | Niet gekwalificeerd         | Niet gekwalificeerd         | Niet gekwalificeerd         | Niet gekwalificeerd         | Niet gekwalificeerd         | Niet gekwalificeerd         |
| 2014                        | Groepsfase                  | 3                           | 1                           | 0                           | 2                           | 3                           | 5                           | (Kwal.)                     |

## Selectie
| Nr.         | Naam             | Wed. | Dlpnt. | Club bij laatste selectie   |
| ----------- | ---------------- | ---- | ------ | --------------------------- |
| Doel        |                  |      |        |                             |
| 22          | Pyae Lyan Aung   | 0    | 0      | Yadanarbon FC               |
| 22          | Ko Ko Naing      | 0    | 0      | Hantharwady United FC       |
| 25          | San Sat Naing    | 0    | 0      | Yangon United FC            |
| Verdediging |                  |      |        |                             |
|             | Ye Min Thu       | 0    | 0      | Shan United FC              |
| 17          | Soe Moe Kyaw     | 2    | 0      | Yangon United FC            |
| 6           | Thein Than Win   | 22   | 0      | onbekend                    |
| 13          | Ye Tun Zaw       | 0    | 0      | Yadanarbon FC               |
| 4           | David Htan       | 64   | 4      | Shan United FC              |
| Middenveld  |                  |      |        |                             |
| 13          | Ye Yitn Aung     | 1    | 0      | Hantharwady United FC       |
| 19          | Lwin Moe Aung    | 0    | 0      | Yangon United FC            |
| 6           | Hlaing Bo Bo     | 30   | 3      | Yadanarbon FC               |
| 17          | Win Aung Tin     | 0    | 0      | Ayeyawady United            |
| 24          | La Din Maw Yar   | 1    | 0      | Hantharwady United FC       |
| 21          | Nyein Chan Aung  | 1    | 0      | Yangon United FC            |
| 16          | Yan Naing Aung   | 15   | 1      | Yangon United FC            |
|             | Myat Kaung Khant | 0    | 0      | geen club                   |
| Aanval      |                  |      |        |                             |
| 7           | Maung Maung Lwin | 0    | 0      | Yangon United FC            |
| 20          | Suam Lam Mang    | 0    | 0      | Grand Andaman Ranong United |
|             | Htet Phyo Wai    | 0    | 0      | Shan United FC              |
| 10          | Htet Aung Than   | 4    | 1      | Ayeyawady United            |
|             | Win Naing Tun    | 0    | 0      | Yangon United FC            |
| 19          | Pyae Moe         | 0    | 0      | Yangon United FC            |

## FIFA-wereldranglijst[2]
| 1993 | 1994 | 1995 | 1996 | 1997 | 1998 | 1999 | 2000 | 2001 | 2002 | 2003 | 2004 | 2005 | 2006 | 2007 | 2008 | 2009 | 2010 | 2011 | 2012 | 2013 | 2014 | 2015 | 2016 | 2017 | 2018 |
| ---- | ---- | ---- | ---- | ---- | ---- | ---- | ---- | ---- | ---- | ---- | ---- | ---- | ---- | ---- | ---- | ---- | ---- | ---- | ---- | ---- | ---- | ---- | ---- | ---- | ---- |
| 110  | 124  | 115  | 104  | 114  | 115  | 126  | 124  | 151  | 162  | 140  | 144  | 147  | 154  | 157  | 156  | 140  | 149  | 171  | 162  | 130  | 141  | 158  | 159  | 140  | 139  |

MFF · 
A-internationals · 
Myanmarees vrouwenelftal
1951 – 1959 · 
1960 – 1969 · 
1970 – 1979 · 
1980 – 1989 · 
1990 – 1999 · 
2000 – 2009 · 
2010 – 2019 ·
2020 − 2029
Afghanistan ·
Bahrein ·
Bangladesh ·
Bolivia ·
Brunei ·
Burundi ·
Cambodja ·
China ·
DDR ·
Filipijnen ·
Guam ·
Hongkong ·
India ·
Indonesië ·
Irak ·
Iran ·
Israël ·
Japan ·
Kirgizië ·
Koeweit ·
Laos ·
Lesotho ·
Libanon ·
Libië ·
Luxemburg ·
Macau ·
Malediven ·
Maleisië ·
Marokko ·
Mongolië ·
Nepal ·
Nieuw-Zeeland ·
Noord-Korea ·
Oman ·
Oost-Timor ·
Pakistan ·
Palestina ·
Qatar ·
Singapore ·
Sri Lanka ·
Syrië ·
Tadzjikistan ·
Taiwan ·
Thailand ·
Turkmenistan ·
Verenigde Arabische Emiraten ·
Vietnam ·
Zuid-Korea ·
Zuid-Vietnam